# Лајман (Вајоминг)
Лајман (енгл. Lyman) град је у америчкој савезној држави Вајоминг.

## Демографија
По попису из 2010. године број становника је 2.115, што је 177 (9,1%) становника више него 2000. године.
| Група             | 2000.         | 2010.         |
| Белци             | 1.868 (96,4%) | 1.995 (94,3%) |
| Афроамериканци    | 0 (0,0%)      | 3 (0,1%)      |
| Азијати           | 2 (0,1%)      | 3 (0,1%)      |
| Хиспаноамериканци | 49 (2,5%)     | 80 (3,8%)     |
| Укупно            | 1.938         | 2.115         |